# Čham

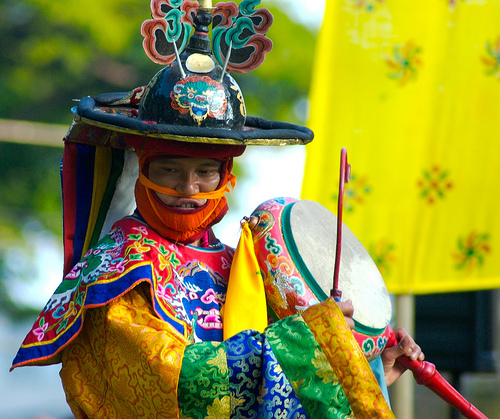
Buddhistický mnich při čhamovém tanci

Čham je rituální tanec, který bývá vykonáván zejména v rámci tibetského buddhismu. Má velmi mnoho podob a může trvat až několik dní. Čhamový tanec se předvádí při různých příležitostech. Jeho typickým znakem jsou mniši v barevných kostýmech, kteří tančí za doprovodu hudby tradičních tibetských nástrojů.